# Гуськов, Анатолий Михайлович
Анатолий Михайлович Гуськов (3 сентября 1914, Москва — 23 декабря 2005, Москва) — сотрудник советских спецслужб, генерал-майор, глава КГБ Азербайджанской ССР (1954—1956).

## Биография
В августе 1939 года был направлен на службу в НКВД, курсант Высшей школы НКВД, после окончания которой был 29 июня 1940 года произведён в лейтенанты госбезопасности, после нападения Германии на СССР, сотрудник военной контрразведки. Служил начальником особого отдела НКВД СССР в 307-й стрелковой дивизии. Участник сражения за Елец и Елецкой наступательной операции (6-16 декабря 1941 года). Начиная с 1942 года — в контрразведке войск НКВД. С февраля по июль 1942 года начальник Особого отдела 3-й бригады войск НКВД Брянского фронта в звании старшего лейтенанта госбезопасности, с февраля 1942 года член ВКП(б), с июля 1942 по ноябрь 1943 года начальник Особого отдела контрразведки СМЕРШ Грозненского особого оборонительного района, 11 февраля 1943 года получил звание майора государственной безопасности.
С ноября 1943 по 10 мая 1944 года начальник отдела контрразведки СМЕРШ Грозненской дивизии НКВД, начиная с 10 мая 1944 по 1 августа 1945 года начальник отдела контрразведки СМЕРШ Управления Войск НКВД охраны тыла 3-го Белорусского Фронта, 27 февраля 1945 года стал подполковником госбезопасности.
С 1 августа 1945 по 1 января 1946 года начальник отдела контрразведки СМЕРШ Управления войск НКВД охраны тыла Южной группы войск, с 7 февраля 1946 по май 1947 года начальник 11 отдела контрразведки СМЕРШ/отдела контрразведки МВД СССР, затем заведующий кафедрой Высшей офицерской школы МВД СССР, в 1949—1950 годах — заместитель начальника этой школы.
С 3 февраля до 12 февраля 1950 года начальник 4-го отдела Управления кадров МВД СССР, 10 июля 1950 года получил звание полковника, с 12 октября 1950 до 12 июля 1951 года — начальник Горьковского управления МВД СССР, в 1951—1953 годах — работник ЦК ВКП(б)/КПСС, от 19 декабря 1951 года инструктор Административного отдела ЦК ВКП(б), с 13 мая 1953 года — инструктор отдела административных органов и торгово-промышленной палаты ЦК КПСС.
С 29 июля 1953 по 30 марта 1954 года — министр внутренних дел Азербайджанской ССР, с 30 марта 1954 по сентябрь 1956 года — председатель КГБ Азербайджанской ССР, 14 января 1956 года стал генерал-майором. С сентября 1956 по июнь 1959 года — заместитель начальника 3-го Главного управления КГБ СССР, от 12 июня 1959 до 19 февраля 1963 года — начальник 3-го Главного управления КГБ СССР, от 19 февраля 1963 до июля 1970 года начальник особого отдела КГБ Московского военного округа, 21 октября 1970 года уволен из КГБ.
Депутат Верховного Совета СССР 4 созыва.
Похоронен в Москве на Троекуровском кладбище, участок № 6а.

## Награды
- Орден Красного Знамени (дважды)
- Орден Отечественной Войны I степени (дважды)
- Орден Красной Звезды (четырежды)
- Знак «Почётный Сотрудник Госбезопасности»

и 29 медалей.